# Синтенис, Пауль
Пауль Эрнст Эмиль Синтенис (нем. Paul Ernst Emil Sintenis, 4 июня 1847 — 6 марта 1907) — немецкий ботаник, фармацевт и коллекционер растений.  

## Биография
Пауль Эрнст Эмиль Синтенис родился в Верхней Лужице 4 июня 1847 года.
Он учился в гимназии в Гёрлице, стал учеником фармацевта в 1863 году и работал в качестве такового в нескольких немецких городах. В своей первой экспедиции по сбору образцов, длившейся с 1872 по 1876 год, Пауль Эрнст Эмиль был помощником своего брата Макса, который собрал птиц, млекопитающих и растения в Добрудже.
Пауль Эрнст Эмиль Синтенис умер 6 марта 1907 года в Купферберге (Провинция Силезия).

## Научная деятельность
Пауль Эрнст Эмиль Синтенис специализировался на семенных растениях.

## Почести
В его честь были названы следующие виды растений:
- Achillea sintenisii Hub.-Mor.
- Alchemilla sintenisii Rothm.
- Allium sintenisii Freyn
- Anthemis sintenisii Freyn
- Arum sintenisii (Engl.) P.C.Boyce
- Asperula sintenisii Asch. ex Bornm.
- Bufonia sintenisii Freyn
- Bupleurum sintenisii Asch. & Urb. ex Huter
- Cirsium sintenisii Freyn
- Cistus sintenisii Litard.
- Coccoloba sintenisii Urb.
- Cousinia sintenisii Freyn
- Crucianella sintenisii Bornm.
- Cybianthus sintenisii (Urb.) G.Agostini
- Dendropemon sintenisii Krug & Urb.
- Diospyros sintenisii (Krug & Urb.) Standl.
- Echinops sintenisii Freyn
- Euphorbia sintenisii Boiss. ex Freyn
- Geranium sintenisii Freyn
- Gesneria sintenisii Urb.
- Globularia sintenisii Hausskn. & Wettst.
- Huperzia sintenisii (Herter) Holub
- Iris sintenisii Janka
- Jurinea sintenisii Bornm.
- Marcgravia sintenisii Urb.
- Matelea sintenisii (Schltr.) Woodson
- Miconia sintenisii Cogn.
- Minuartia sintenisii (H.Lindb.) Rech.f.
- Noccaea sintenisii (Hausskn. ex Bornm.) F.K.Mey.
- Onobrychis sintenisii Bornm.
- Onosma sintenisii Hausskn. ex Bornm.
- Ornithogalum sintenisii Freyn
- Orobanche sintenisii Beck
- Paracaryum sintenisii Hausskn. ex Bornm.
- Paronychia sintenisii Chaudhri
- Phlomis sintenisii Rech.f.
- Pilosella sintenisii (Freyn) Soják
- Pimpinella sintenisii H.Wolff
- Poa sintenisii H.Lindb.
- Podonosma sintenisii Bornm.
- Psephellus sintenisii (Freyn) Ertugrul & Uysal
- Psidium sintenisii (Kiaersk.) Alain
- Ranunculus sintenisii Freyn
- Rhinanthus sintenisii (Sterneck) Soó
- Stachys sintenisii Gand.
- Stenostomum sintenisii (Urb.) Britton & P.Wilson
- Taraxacum sintenisii Dahlst.
- Thymbra sintenisii Bornm. & Azn.
- Trifolium sintenisii Freyn
- Viola sintenisii W.Becker
- Werauhia sintenisii (Baker) J.R.Grant